# Jeddah Tower
A Jeddah Tower (arabul: برج جدة, magyarul: Dzsidda torony); korábbi nevén Kingdom Tower (arabul: برج المملكة Burjul Mamlakah, magyarul: Királyság torony); másik korábbi néven Mile-High Tower (arabul: برج الميل, vagyis Mérföld magas torony) egy tervezett szupermagas felhőkarcoló a szaúd-arábiai Dzsiddában, amelynek költsége 4,6 milliárd SR (1,23 milliárd dollár). Ez lesz a központja és az első fázisa a 20 milliárd dollárba (75 milliárd SR) kerülő Királyságvárosnak, amely a Vörös-tenger mentén, Dzsidda északi oldalán fekszik. Közel öt év inaktivitás után 2023-ban folytatódtak a projekt fejlesztési munkálatai.
Ha a tervek szerint kész lesz, a torony soha nem látott magasságot ér el, és ez lesz a világ legmagasabb épülete, egyúttal az első szerkezet, amely eléri az egy kilométeres magasságot. A tornyot eredetileg 1609 m (1 mérföld) magasra tervezték, de a terület földrajzilag nem megfelelő ekkora magassághoz.
A főépítész Adrian Smith, aki a Burdzs Kalifa épületét is tervezte. A projekt elindítója és vezetője Al-Waleed bin Talal szaúdi-arábiai herceg, Abdullah király unokaöccse, a leggazdagabb arab a Közel-Keleten. Talal a Kingdom Holding Company (KHC) elnöke is, mely cég a Dzsidda Gazdasági Társaság partnere; utóbbi 2009-ben alakult kifejezetten a Kingdom Tower és a város fejlesztése céljából. A tervek eléggé megosztóak. A készülő épület több komolyabb dicséretet is kapott, például hogy kulturálisan jelentős ikon, amely szimbolizálja a nemzet gazdagságát és hatalmát. Mások viszont megkérdőjelezik a motivációt és a pénzügyi megtérülésre vonatkozó jóslatokat.
Az építkezés előrehaladása 2018 januárjában megállt, amikor az épület tulajdonosa, JEC leállította a szerkezeti betonozást. Abban az időben a torony az út körülbelül egyharmadánál volt. A fejlesztés leállítása a 2017–2019-es szaúd-arábiai tisztogatást követően egy vállalkozóval kapcsolatos munkaerő-problémákból eredt. A befejezésre vonatkozóan nem adtak meg pontos ütemtervet, de 2023 szeptemberében új pályázati felhívást tettek közzé építőipari cégek multinacionális csoportjának a projekt befejezésére.

## Áttekintés

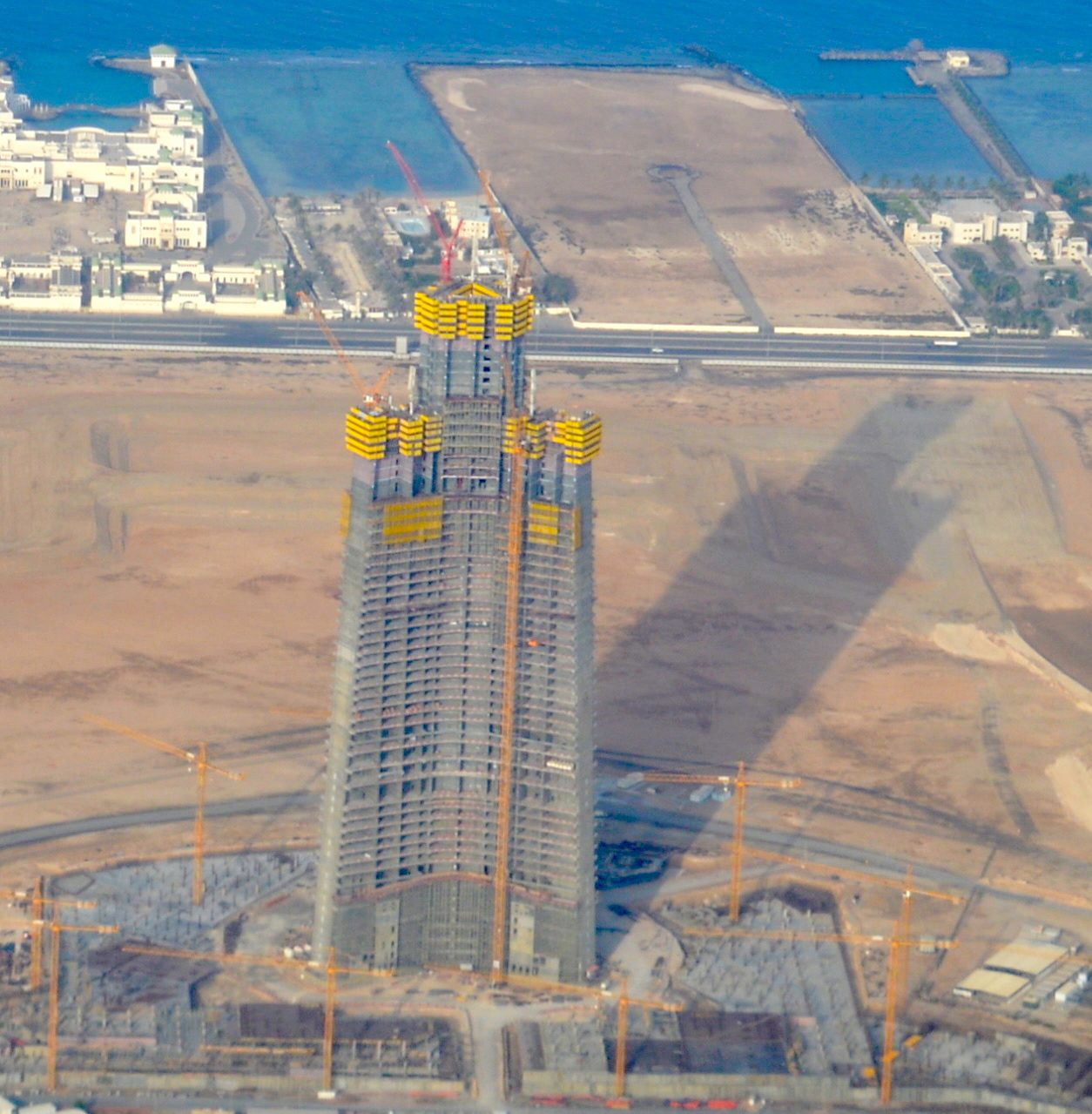
Légifelvétel a toronyról

Az épületet legalább 1,008.2 méter (3,308 láb) magasságra tervezték (a pontos magasságot a fejlesztés során titokban tartják, hasonlóan a Burj Khalifa-hoz). Körülbelül egy kilométerrel a Jeddah Tower lenne a világ legmagasabb épülete vagy szerkezete, 180 m-rel (591 láb) magasabb, mint a Burj Khalifa Dubaiban, az Egyesült Arab Emírségekben. A Jeddah Tower 50 hektáros parcellája a környező épületekkel együtt az első lesz a Jeddah Economic City három fázisú fejlesztésében.
A háromfázisú projektet egy nagy, 5,2 km² területű, beépítetlen vízparti területre javasolták. A terület nagyjából 20 km-re északra található Dzsidda kikötővárosától. A Jeddah Economic City-t a HOK Architects tervezte, és becslések szerint legalább 75 milliárd szaúdi riálba (20 milliárd dollárba) kerül, és körülbelül tíz évig tart.
A fejlesztés a tervek szerint Dzsidda új kerületévé nő. A projekt második fázisa a város támogatásához szükséges infrastruktúra-fejlesztés lesz, a harmadik fázis még nem derült ki.
A fejlesztés fókuszpontja és a Jeddah Tower elsődleges felhasználása egy Four Seasons szálloda, Four Seasons rövid bérleti lakások, A osztályú irodahelyiségek és luxus társasházak elhelyezése lesz. A torony rendelkezik a világ legmagasabb megfigyelő fedélzetével is. Bár a Jeddah Economic City telek a közelben található, elszigetelten Dzsidda jelenlegi városi magjától, ilyen méretű földterületek nem álltak rendelkezésre a városhoz közelebb. Észak felé általában azt az irányt tekintik, amelyben a város elterjed a jövőben.
A Jeddah Tower elsődleges tervezője Adrian Smith chicagói építész, Adrian Smith az Adrian Smith + Gordon Gill Architecture-től (AS + GG), ugyanaz az építész, aki a Burj Khalifa-t tervezte a Skidmore, Owings & Merrill (SOM) -nál, ahol majdnem 40 évig dolgozott. Az AS + GG-t 2006-ban alapította Adrian Smith, Gordon Gill és Robert Forest. A torony fejlesztését az Emaar Properties PJSC irányítja. A Thornton Tomasettit választották szerkezettervező cégnek, és az Environmental Systems Design, Inc. (ESD) az AS + GG tervezőcsapat tagja, amely épületgépészeti mérnöki tanácsadóként szolgál.
2011. augusztus 2-án a Kingdom Holding befektetési társaság nyilvánosan bejelentette, hogy szerződést írt alá a Saudi Binladin Group (SBG), hogy az építkezés hamarosan megkezdődik, és hogy a torony várhatóan 63 hónapot vesz igénybe. Míg a hivatalos építési becslés öt év és három hónap (63 hónap), mások úgy számolnak, hogy Burj Khalifa építésének időtartama alapján lényegesen hosszabb ideig, több mint hét évig tart, ami több mint hat év volt.
A Burj Khalifa-t építő Besix Group (Belgian Six Construct) korábban szóba került a szerződéssel, de nem nyert, részben azért, mert az SBG befektetett a Jeddah Economic Company-ba (JEC), 1,5 milliárd SR-rel (400 millió USD) járult hozzá a projekt fejlesztéséhez. A Besix 2010-ben elismerte, hogy arra számítottak, hogy a Binladin Group nyeri meg a szerződést. A Jeddah Economic Company egy zárt részvénytársaság (PJSC), amelyet 2009-ben alapítottak a Jeddah Tower és Jeddah Economic City pénzügyi szervezeteket.
Elsősorban finanszírozókból (részvényesekből) áll: Kingdom Holding Company (33,35%), Abrar Holding Company (33,35%), amely Samaual Bakhsh és Abdulrahman Hassan Sharbatly üzletember (16,67%) tulajdonában van, valamint a torony saját vállalkozója, a Saudi Binladin Group (16,63%). A JEC eszközeinek könyv szerinti értéke közel 9 milliárd SR, egy több mint 5 300 000 m2 (57 048 725 négyzetláb) földbank (a Jeddah Economic City telek) között, 7,3 milliárd SR értékben, amelyet fedezetként használnak bankhitelek és 1,5 milliárd SR készpénz eléréséhez.
A Kingdom Holding egy 1980-ban alapított befektetési társaság, amelynek 95% -a Al-Waleed bin Talal tulajdonában van, amelynek eszközei meghaladják a 25 milliárd dollárt, érdekeltségei vannak számos nagyvállalatban, mint például Walt Disney, PepsiCo, Kodak, Apple, Hewlett Packard, Motorola, Time Warner, Newscorp, Pinnacle Infotech Solutions, és Citigroup, valamint londoni ingatlanok a Songbird Estates részlegén keresztül.

## Idővonal
2008 májusában a talaj vizsgálata során megkérdőjelezték, hogy a kiválasztott helyszín kibírná-e a felhőkarcoló jelentős magasságát, a MEED bejelentette, hogy csökkentik a projektet, így legfeljebb 500 méterrel csökkenhet a magasság.
2009-es jelentésekben a projektet elhalasztották a gazdasági válság miatt.
2010 márciusában az Adrian Smith + Gordon Gill Architecture építészeti céget választották ki.
2010 októberében a tulajdonos (Kingdom Holding) fejlesztési megállapodást kötött az Emaar Properties PJSC céggel. Az épület végleges magassága továbbra is kérdéses, de a tervezett magasság több mint 1 km. A Kingdom Holding bejelentette, hogy az építkezés halad.
2011 áprilisában több hírügynökségek jelentése szerint a Mile-High Tower kialakítását jóváhagyták, és hogy az épület költsége majdnem 30 milliárd dollárba lenne. Ez a kialakítás drasztikusan nagyobb volt, mint a jelenlegi alapterület amely 3 530 316 m2. A jelentés alapján a lift 12 perc alatt érne fel a legfelső emeletre (több átszállási lehetőségre lenne szükség). Adrian Smith a médiában tagadta, hogy a korábbi tervekben bármi módon részt vett volna.
2011 augusztus elején a Binladin Group céget választották ki a fő építési vállalkozónak, aláírták a 4,6 milliárd SR-be (1,23 milliárd dollár) kerülő szerződést, mely alapján az épületet kevesebbe kerül megépíteni mint a Burdzs Kalifát (1,5 milliárd dollár). Új bejelentések történtek a széles nyilvánosság számára augusztus 2-án, melyek szerint a projekt 1000 m (3281 láb) magas lesz, az épület alapterülete 530 000 m2, és hogy 63 hónapig tarthat az építése.
Az épület alapozása 2013 áprilisában, a föld feletti építkezés 2014 szeptemberében kezdődött el.[forrás?]
2018 februárjában az épület magassága 266 m volt (66 emelet). Az építkezés ezután leállt.[forrás?]
2023 szeptemberében a Middle East Economic Digest (MEED) arról számolt be, hogy a Jeddah Economic City újraindította a projektet, és ajánlatkérést tettek közzé a torony építésének befejezésére vonatkozó szerződésre. A régióból, Európából és Kínából tizennégy építési vállalkozó kapott három hónapot ajánlatának elkészítésére.
2024 májusában az építész megerősítette, hogy az építkezés négy-öt éven belül várható befejezéssel folytatódik, ami a becsült befejezési dátum 2028 vagy 2029 lesz.

## Építkezés
2008 májusában a terület talajvizsgálata kétségessé tette, hogy a javasolt helyszín támogathatja-e a javasolt egy mérföld (1,600 méter, 5,250 láb) magasságú felhőkarcolót, és a MEED arról számolt be, hogy a projektet csökkentették, így "akár 500 méterrel (1,640 láb) rövidebb". Az alapítvány munkálatai a tervek szerint 2012 vége felé kezdődtek volna. 2008-tól kezdődően kijelentették, hogy az építkezés hamarosan megkezdődik.  2011 augusztusában az építkezés kezdetét "legkésőbb decemberre" tervezték. Ez azt jelentette, hogy a torony várhatóan 2017-ben készül el, bár akkor az is lehetséges volt, hogy még mindig elkészülhetett, amikor a média folytatta a közzétételt, ami a korábbi becslés 2016 végén volt. Csak akkor lehetett volna 2016 végén befejeződni, ha az építkezés azonnal megkezdődött és zökkenőmentesen zajlott volna.
A 2009-es jelentések azt sugallták, hogy a projektet a 2008–2009-es globális pénzügyi válság miatt felfüggesztették, és hogy a Bechtel (a projekt kezdeti mérnöki cége) "folyamatban van a projektben való részvételének megszüntetése". A Kingdom Holding Company gyorsan kritizálta a híradásokat, ragaszkodva ahhoz, hogy a projektet nem tették félre.
Építész kiválasztva
2010 márciusában Adrian Smith-t (Adrian Smith + Gordon Gill Architecture, AS + GG) választották előzetes építésznek (bár tagadják, hogy részt vettek volna a korábbi, mérföld magas tervekben). Később, amikor a javaslat komolyabb volt, megnyertek egy tervpályázatot nyolc vezető építésziroda, köztük a Kohn Pedersen Fox, a Pickard Chilton, a Pelli Clarke Pelli és a Foster + Partners, valamint a Smith korábban működő cég, a Skidmore, Owings és Merrill között, amely a végső verseny volt az AS + GG kiválasztása előtt. A Burj Khalifa mellett Adrian Smith számos más közelmúltbeli tornyot tervezett; a Zifeng torony Nanjingban, Kínában, a Trump International Hotel & Tower Chicagóban és a Jin Mao torony Sanghajban, valamint a Pearl River Tower Guangzhou-ban, Kínában. A négy épület mind a világ negyven legmagasabb épülete közé tartozik. Ezenkívül a Pearl River Tower egy egyedülálló torony, amelyet eredetileg úgy terveztek, hogy nulla nettó energiát használjon fel azáltal, hogy minden szükséges energiát szélből, napfényből és geotermikus energiából úgy gondolta, hogy ezt a tervezési célt nem sikerült teljes mértékben elérni.
2010 októberében a tulajdonosok (Kingdom Holding Company) fejlesztési megállapodást írtak alá az Emaar Properties PJSC-vel. Az épület végső magassága kérdéses volt, de így is több mint 1 kilométer volt. A Kingdom Holding szerint az építkezés halad.
Az alapítvány tervei 2011. augusztus elejére készültek el, és a cölöpözésre vonatkozó szerződést kiírták. 2011. augusztus 16-án a Langan International hivatalosan bejelentette részvételét, és hogy az alapot és a cölöpöket egyedileg kell megtervezni az olyan felszín alatti problémák leküzdésére, mint a puha alapkőzet és a porózus korallkőzet, amelyek normál esetben nem tudnának eltartani egy felhőkarcolót letelepedés nélkül. Az alapítvány hasonló a Burj Khalifa-hoz, de nagyobb; Várhatóan átlagosan körülbelül 4,5 m (15 láb) mély, körülbelül 7,500 m² (81,000 négyzetláb) területű betonpaddal. A betonnak alacsony áteresztőképességgel kell rendelkeznie, hogy távol tartsa a Vörös-tengerből származó korrozív sós vizet. Mélységét és méretét is a torony végső magasságának mutatójának tekintik. A cölöpök legfeljebb 200 m (660 láb) mélyek lesznek, a pad pedig több mint 90 m (300 láb) átmérőjű, de az épület, amely több mint 900 000 tonna (890 000 hosszú tonna; 990 000 rövid tonna) súlyú lesz, várhatóan leülepedik. Az ötlet az, hogy elég egyenletesen ülepedjen ahhoz, hogy az épület ne billenjen fel, és ne tegyen indokolatlan stresszt a szuperstruktúra. A számítógépes modellező programok teszteket végeztek a helyszínen, hogy megbizonyosodjanak arról, hogy az alapozás terve működni fog. A Bauer által 2013-ban építendő alapítvány későbbi terve 270 fúrt cölöpöt igényel 110 m (360 láb) mélységig, amelyeket a nehéz talajviszonyok között kell telepíteni. A szerkezethez szükséges anyagok 500 000 m3 (18 000 000 cu ft) beton és 80 000 t (79 000 hosszú tonna; 88 000 rövid tonna) acél.
Jóváhagyások
2011 márciusában és áprilisában több hírügynökség is arról számolt be, hogy a Mile-High Tower tervét jóváhagyták ebben a magasságban, és hogy az épület közel 30 milliárd dollárba (112,5 milliárd SR) kerül. Ez a kialakítás drasztikusan nagyobb lett volna, mint a jelenlegi kialakítás, alapterülete 3 530 316 m² (38 000 000 négyzetláb), és futurisztikus szélkerülési és energiatermelési technológiát használt volna a fenntarthatóság érdekében. Ez és a környező város 80 000 lakos és egymillió látogató befogadására lett volna képes, a RIA Novosztyi szerint.
Kiválasztott vállalkozók
2011. augusztus elején a Binladin Csoportot választották fő építési vállalkozónak egy 4,6 milliárd SR (1,23 milliárd USD) szerződés aláírásával, amely kevesebb, mint amennyibe a Burj Khalifa építése került (1,5 milliárd USD). Új rendereléseket tártak fel, és augusztus 2-án széles körben jelentették, hogy a projekt az 1,000 m (3,281 láb) magasságban halad, 530,000 négyzetméter (5,704,873 négyzetláb) építési területtel, és 63 hónapot vesz igénybe. A fő építési szerződés aláírásának bejelentése miatt a Kingdom Holding Company részvényei egy nap alatt 3,2% -kal ugrottak, ráadásul a KHC már 21% -os növekedést jelentett a második negyedéves nettó nyereségben. Gordon Gill és Adrian Smith építészek először hivatalosan is bejelentették részvételüket a projektben.
2012. augusztus 13-án bejelentették, hogy a Jeddah Tower tereprendezési szerződését az amerikai Landtech Designs vállalatnak ítélik oda, amely 3,4 hektár zöldterület öntözéséért lesz felelős a fenntartható öntözés legújabb technológiájának felhasználásával. A zöldterület öntözéséhez szükséges vízellátást az esővízen keresztül gyűjtenék össze.
2012. szeptember 21-én bejelentették, hogy a dzsiddai torony finanszírozása befejeződött. Talal Al Maiman, a Kingdom Real Estate Development Co. vezérigazgatója és ügyvezető igazgatója egy interjúban elmondta: "Minden befektetőnk, minden pénzünk és pénzünk megvan, amire szükségünk van" - mondta Al Maiman. "Több mint 20 hónapba telt, mire meggyőztük a befektetőket, a finanszírozás minden részletét és aspektusát kidolgozva."
2012. október 10-én a Kingdom Holding összesen 98 millió dollár értékben ítélt oda szerződéseket. A Kingdom Holding Co. megállapodást írt alá a Subul Development Company-val a Kingdom Riyadh Land projekt földterületének eladásáról 66,5 millió dollárért. A Kingdom Riyadh Land projekt, egy vegyes felhasználású kereskedelmi és lakóépület, több mint 5,33 milliárd dollár összberuházást generál, és akár 75 000 embernek is otthont adhat. A végleges főtervszerződést az Omrania & Associates és a Barton Willmore nyerte el. A Bauer, a német alapítvány berendezésgyártója és vállalkozója 32 millió dolláros szerződést kapott a dzsiddai torony építésének kezdeti fázisainak támogatására. Ez magában foglalja 270 fúrt cölöp telepítését, amelyek átmérője 1,5 méter és 1,8 méter. Az engedélyező munkálatok várhatóan 2012 vége előtt megkezdődnek, és körülbelül 10 hónapot vesznek igénybe.
2013. február 21-én a Jeddah Economic Company (JEC) bejelentette, hogy kinevezett egy EC Harris/Mace vegyesvállalati csapatot az ikonikus Jeddah Tower projekt irányítására. A csapat projekt-, kereskedelmi és tervezési menedzsmentet biztosít a Jeddah Tower fejlesztéséhez. A JEC vezérigazgatója, Waleed Abduljaleel Batterjee elmondta, hogy Mace-et azért vették fel, hogy ugyanazt a csapatot használják, amely a londoni The Shardnál dolgozott. Másrészt az EC Harris hosszú projektlistával rendelkezik a régióban, beleértve a Grand Millenium Al-Wahda Hotelt, Abu Dhabi legnagyobb szállodakomplexumát.
2013. április 29-én arról számoltak be, hogy a szaúdi vízszolgáltató 2,2 milliárd riál (587 millió dollár) értékű szállítási megállapodást írt alá a Jeddah Economic Co.-val a dzsiddai toronyprojektről. A 25 évre szóló megállapodást, amely napi 156 000 köbméter kezelt és ivóvíz ellátásáról szól, ami 62 olimpiai méretű medence számára elegendő, a dzsiddai székhelyű fejlesztő vezérigazgatója, Waleed Batraji és Loay al-Musallam, a Nemzeti Vízügyi Társaság vezetője írta alá.
Megkezdődik az építkezés
Az építkezés 2013. április 1-jén kezdődött. A cölöpözés 2013 decemberében fejeződött be. A föld feletti építkezés 2014 szeptemberében kezdődött.
2017 végén a Kingdom Holding Co tulajdonosát, amely a torony 33% -át birtokolja, és a Saudi Binladen Group elnökét, amely 17% -ot birtokol, és az elsődleges vállalkozó, letartóztatták a 2017-es szaúd-arábiai tisztogatás részeként. A torony építése folytatódott, bár a Kingdom Holding néhány felső vezetőjét más projektekhez irányították át. 2018 februárjában Mounib Hammoud, a Jeddah Economic City vezérigazgatója elmondta, hogy az építkezés folytatódik, és remélik, hogy 2020-ra megnyithatják a tornyot. 2017 októberében a torony központi magja 60 emeleten volt, a falak pedig 248 m (814 láb) magasak voltak, 2017 végén a jelentett magasság 252 m (827 láb) volt.

## Lásd még
- A világ legmagasabb épületeinek listája